# Новогригорівка (Андрієво-Іванівська сільська громада)
Новогриго́рівка — село Андрієво-Іванівської сільської громади у Березівському районі Одеської області, Україна. Населення становить 291 осіб.

## Історія
Під час організованого радянською владою Голодомору 1932—1933 років померло щонайменше 4 жителі села.
Колишній орган місцевого самоуправління — Настасіївська сільська рада.

## Населення
Згідно з переписом УРСР 1989 року чисельність наявного населення села становила 275 осіб, з яких 131 чоловік та 144 жінки.
За переписом населення України 2001 року в селі мешкало 288 осіб.

### Мова
Розподіл населення за рідною мовою за даними перепису 2001 року:
| Мова       | Відсоток |
| ---------- | -------- |
| українська | 90,03 %  |
| вірменська | 5,50 %   |
| румунська  | 2,06 %   |
| російська  | 1,72 %   |
| гагаузька  | 0,34 %   |
| інші       | 0,35 %   |